# آدریان لوپز
آدریان لوپز (انگلیسی: Adrián López؛ زادهٔ ۲۵ فوریهٔ ۱۹۸۷) بازیکن سابق فوتبال اهل اسپانیا است که در پست مدافع میانی بازی می‌کند.